# نشانه هامان
نشانه هامان (انگلیسی: Hamman's sign) که به‌ندرت نشانۀ هاموند هم گفته می‌شود، صدایی خشک و خشن و همزمان با ضربان قلب است، که در آمفیزم خودبه‌خودی مدیاستن بر روی پریکاردیوم شنیده می‌شود و به نظر می‌رسد که از تپش قلب بر روی بافت‌های پر از هوا ناشی می‌شود. این نشانه نامش را از لوئیس هامان پزشک دانشگاه جانز هاپکینز می‌گیرد و بر حاشیه چپ قلب بهتر شنیده می‌شود. دلیل این وضعیت پنومومدیاستن یا پنوموپریکاردیوم ناشی از تروما به نای و نایژه است. (سوانح، پارگی هنگام برونکوسکوپی)